# Marcin Drozd
Marcin Drozd (ur. 10 lutego 1922 w Chłopach, zm. 23 lutego 2016 w Sanoku) – polski urzędnik bankowy, działacz polityczny.

## Życiorys

### II Rzeczpospolita
Urodził się 10 lutego 1922 we wsi Chłopy o charakterze polskim w rodzinie chłopskiej. Był synem Jana (1897-1975, dzięki wstawiennictwu związanego ze wsią Chłopy Macieja Rataja od 1922 służący jako funkcjonariusz Policji Państwowej w Komisariacie przy ulicy Kurkowej 14 we Lwowie) i Karoliny (1900-1984). Miał brata Zdzisława (ur. ok. 1931) i siostrę Weronikę (ur. ok. 1925, nauczycielka, zamężna z oficerem LWP doc. dr. Antonim Przenicznym). 
Od 1929 uczył się w czteroletniej szkole wiejskiej, a od klasy piątej uczył się dalej we Lwowie (gdzie pracował jego ojciec) w Szkole Powszechnej im. Stanisława Staszica, zamieszkując w tym czasie w bursie księży Ormian. Po szóstej klasie kontynuował edukację w Gimnazjum Klasztoru oo. Bernardynów w Radecznicy, działającym przy tamtejszej bazylice, z zamysłem późniejszego wstąpienia do seminarium w Leżajsku. Ukończywszy pierwszą klasę gimnazjalną zaprzestał naukę w Radecznicy. W 1938 jego rodzina wybudowała dom, położony w położonym w odległości około 3 km od Chłopów przysiółku (osiedlu) Dziki Garb nieopodal Podhajczyków na obszarze powiatu rudeckiego. Po odejściu z Radecznicy zamieszkał z rodzicami i siostrą we Lwowie przy ulicy Łyczakowskiej 106 i tam kontynuował naukę: najpierw w siódmej klasie gimnazjum przy ul. Torosiewicza, potem w I klasie gimnazjum (ponownie). W trakcie nauki we Lwowie został harcerzem. W trakcie nauki we Lwowie uprawiał też sport (boks, ciężką atletykę, zapasy), był członkiem klubu „Sokół”. Od początku 1938 mieszkał z ojcem i siostrą przy ulicy Leśnej (matka wyjechała na gospodarstwo). W czerwcu 1939 zdał egzamin wstępny do Liceum Pedagogicznego we Lwowie.

### II wojna światowa
Po wybuchu II wojny światowej we wrześniu 1939 uczestniczył w obronie Lwowa jako harcerz-ochotnik w szeregach Ochotniczego Batalionu Akademickiego (w walkach o miasto uczestniczył też jego ojciec). Po nastaniu okupacji sowieckiej od 29 września 1939 uczył się w szkole pedagogicznej (Piedagogiczeskoje Ucziliszcze tzw. Ped-Szkoła tj. w dotychczasowym Liceum Pedagogicznym przy ulicy Dwernickiego), gdzie ukończył kształcenie 21 czerwca 1941 uzyskując tytuł atiestata początkowej szkoły (tj. w przeddzień ataku Niemiec na ZSRR. Jeszcze w październiku 1939 przystąpił do Związku Walki Zbrojnej (za sprawą Jana Rolińskiego) i wykonywał we Lwowie zadania na rzecz organizacji. Podczas trwania okupacji sowieckiej żył we Lwowie wraz z siostrą Weroniką. W lutym 1940 przybył ze Lwowa do rodzinnego domu po żywność i wtedy wraz z bliskimi 20 lutego 1940 został zabrany przez Sowietów, po czym zbiegł z transportu w drodze saniami na stację w Komarnie. Jego krewnych tj. matkę, dziadków i brata Zdzisława deportowano wówczas w głąb ZSRR (w tajdze na rejonie krasnojarskim brat stracił wzrok, a dziadkowie zmarli z wycieńczenia). W kwietniu 1940 aresztowano jego ojca, osadzono w Brygidkach, po czym skazano na karę 25 lat i deportowano do kopalni złota na Kamczatce (po odzyskaniu wolności był sierżantem w armii gen. Andersa, a w 1947 wrócił do Polski).
Po nastaniu okupacji niemieckiej we Lwowie Marcin Drozd opuścił miasto we wrześniu 1941 i zamieszkał w rodzinnym domu w Podhajczykach (od 1940 do tego czasu mieszkała tam ukraińska rodzina Bracio z Bachórzca), podejmując się uprawy ziemi w rodzinnym 20-hektarowym gospodarstwie. W kwietniu 1942 został skierowany do pracy przymusowej w Baudienst we Lwowie i przydzielony do robót na stacji kolejowej w Skniłowie. Stamtąd zbiegł pociągiem i przez Koropuż wrócił do siostry w rodzinnej wsi. Dwa miesiące później został zatrzymany w swoim domu, po czym doprowadzony przez ukraińskiego policjanta do pobliskich Rudek, skąd miał być odtransportowany do obozu pracy we Lwowie i tam sądzony, jednak w czasie odjazdu oddalił się nie powstrzymywany (w akcji konwojowania uczestniczył gestapowiec Humeniuk), po czym powrócił do domu.
We wsi w 1942 wstąpił do Armii Krajowej (według różnych wersji zwerbowany przez chor. Michała Pucha lub Wojciecha Krzesaja ps. „Czwarty”). W 1943 pozostawał członkiem AK w Chłopach, gdzie należał do wiejskiej samoobrony. We wsi Buczały był członkiem ochrony w trakcie odbioru zrzutów broni drogą lotniczą z Wielkiej Brytanii. W kwietniu 1943 został ostrzeżony przez sąsiadkę-Ukrainkę Anielę Kurylak o planowanym ataku na ich gospodarstwo, po czym skrył się wraz z siostrą Weroniką, a tuż po tym ich zabudowania zostały podpalone przez ich ukraińskich sąsiadów w ramach tzw. rzezi wołyńskiej (zabili oni także wspomnianą Ukrainkę za ostrzeżenie Drozdów). Następnie, z uwagi na ciążący na nim wyrok wydany przez UPA był zmuszony opuścić rodzinną wieś.
W pociągu relacji Sambor–Lwów poznał Kazimierę Koźma z Nowotańca pod Sanokiem, do której przeprowadził się w lipcu 1943 i zamieszkał w domu jej ojca Władysława. Tam także szukał kontaktów z AK i BCh. W czasie nadejścia frontu wschodniego na początku sierpnia 1944 ewakuował się z okolicznymi mieszkańcami do lasów Tokarni. W tym rejonie zetknął się z oddziałem partyzanckim AK pod dowództwem mjr. Adama Winogrodzkiego ps. „Korwin”, lecz nie został przyjęty przez tegoż w szeregi jednostki z uwagi na plan rychłego jej rozwiązania. 12 sierpnia 1944 wraz z 40 innymi osobami został pojmany przez Niemców i jako zakładnik był przetrzymywany wpierw przez trzy dni w folwarku dworu w Woli Sękowej, a potem w Rymanowie, skąd po dwóch dniach zbiegł i wrócił do Nowotańca. 5 listopada 1944 w kościele św. Mikołaja w Nowotańcu wziął ślub z Kazimierą. Następnego dnia jako poborowy Ludowego Wojska Polskiego wyruszył do Szkoły Oficerskiej w Przemyślu, skąd po przeszkoleniu został wysłany na front w składzie 2 Dywizji 1 Armii WP. W 1945 brał udział w operacji berlińskiej. Został ranny.

### Polska Ludowa

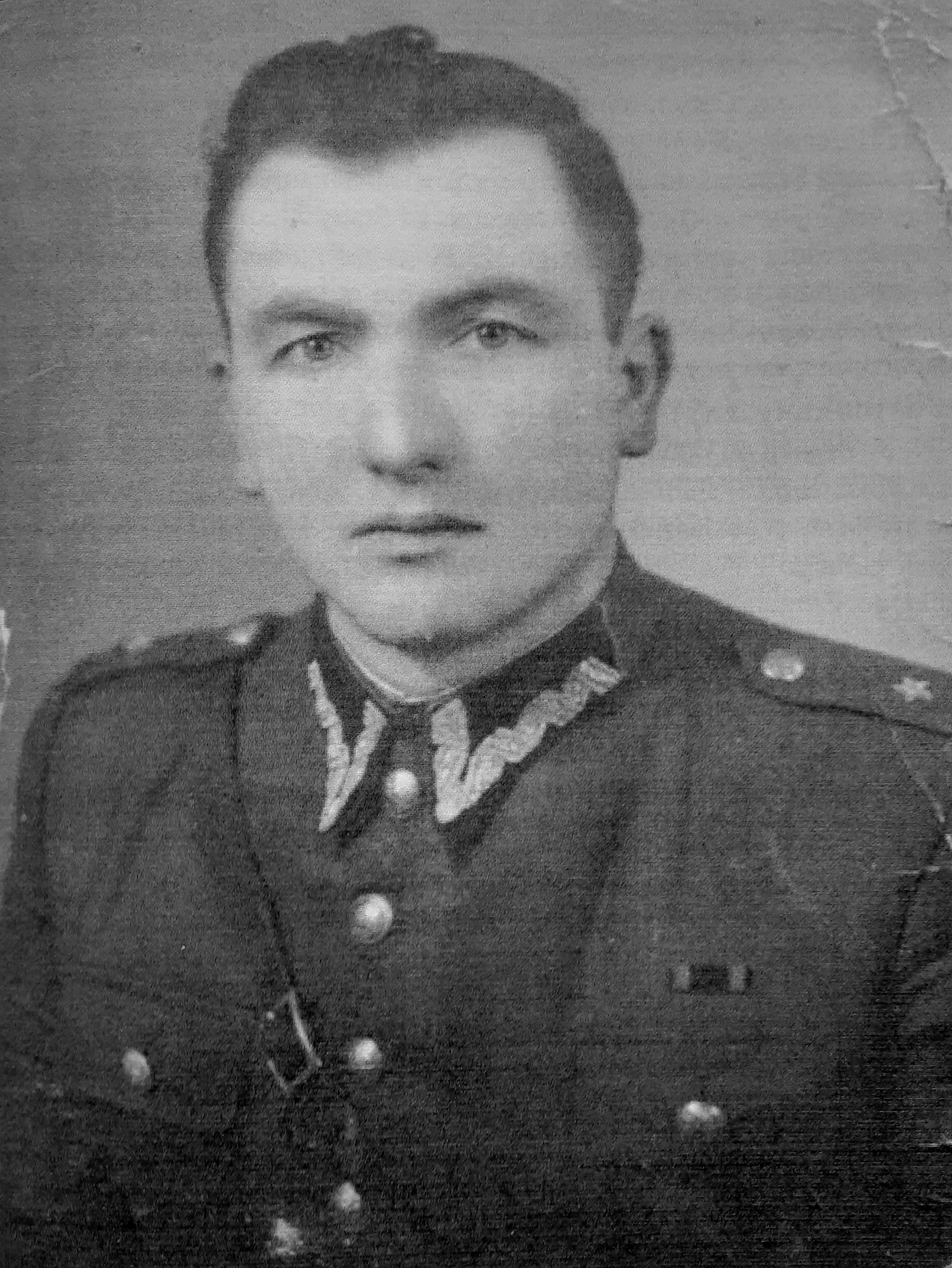
W stopniu podporucznika po wojnie

Po zakończeniu wojny zamieszkał z żoną w Sanoku. Poszukując pracy w 1945 został przyjęty do pracy w Straży Więziennej w więzieniu w Sanoku na stanowisko zastępcy naczelnika ds. polityczno-wychowawczych, które sprawował przez trzy kolejne lata. Brał udział w walkach z bandami, prowadzonymi przez władze Polski Ludowej (według własnej relacji w walce wyzwoleńczej). W 1947 pod Odrzechową uczestniczył w zakończonej niepowodzeniem akcji sanockiej Milicji Obywatelskiej pod dowództwem komendanta Jana Hnatuśki, wymierzonej przeciw banderowcom z UPA. W 1947 mieszkał przy ulicy Świerczewskiego 4. Także w 1947 zaocznie ukończył naukę w Liceum Pedagogicznym w Brzozowie, nostryfikując świadectwo ukończenia rosyjsko-ukraińskiej szkoły we Lwowie z 1941. Ukończył też 6-miesięczny kurs pedagogiczny prowadzony przez Józefa Stachowicza, stacjonarny 6-miesięczny kurs z zakresu rachunkowości i finansów przy Gimnazjum Handlowym w Sanoku oraz kształcenie w Szkole Rolniczej w Nowosielcach. W okresie pracy w więziennictwie został członkiem działaczem Polskiej Partii Robotniczej. Po zwolnieniu ze służby naczelnika więzienia Henryka Grygo na początku 1948 został jego następcą. Ostatecznie obaj, wskutek donosu innego funkcjonariusza placówki Bernarda Lewandowskiego, zostali dyscyplinarnie zwolnieni ze służby (Drozd rozkazem z 29 listopada 1948 i ukarany 14-tygodniowym aresztem, opuścił służbę z dniem 31 stycznia 1949). Obu zarzucono różne przewinienia służbowe, zachowania niezgodne z ówczesnym ustrojem komunistycznym i postępowania sprzyjające więźniom, zaś Drozdowi także wydanie ówczesnemu funkcjonariuszowi Antoniemu Żubrydowi dwojga aresztantów w czasie jego zbiegnięcia ze służby 8 czerwca 1945.
Na początku 1949 zamieszkiwał w Sanoku przy ulicy Grzegorza 3. Otrzymał 7-hektarowe gospodarstwo w podsanockich w Olchowcach. Prowadził też gospodarstwo rolne podsanockich Stróżach. Został przewodniczącym oddziału Związku Młodzieży Wiejskiej. W 1949 był podporucznikiem LWP. Od 1 lutego 1949 pracował na posadzie referenta ofertowo-prawnego w dziale inwestycyjnym Kopalnictwa Naftowego w Sanoku, gdzie został także kierownikiem i inspektorem ds. inwestycji. Był zatrudniony na stanowisku głównego księgowego i kierownika działu administracji w Państwowym Ośrodku Maszynowym nr 13 w Sanoku (według własnej relacji od 1948 do 1950). Był też wiceprezesem Spółdzielni Budowlano-Remontowej w Sanoku. Z pracy w sanockim kopalnictwie został skierowany na studia w kierunku finansów i rachunkowości w Wyższej Szkole Ekonomicznej w Katowicach, które ukończył w zakresie I i II stopnia w 1953 z tytułem magistra (wraz z nim Zdzisław Stropek, z którym mieszkał tamże, a potem przyjaźnił się). W okresie studiów pełnił funkcję przewodniczącego Związku Studenckiego Polskich oraz kierownika stołówki akademickiej z ramienia Zakładów Gastronomicznych „Społem” w Katowicach. Uczestniczył też w trzyletnim seminarium doktoranckim przy Katedrze Rachunkowości WSE i napisał dysertację pt. Bodźce ekonomiczne czynnikiem rozwoju przedsiębiorstwa przemysłowego (promotorem był prof. Józef Szyrocki). Ukończył też korespondencyjne dwuletnie Studium Efektywności Inwestycji na Uniwersytecie Warszawskim.
Od 1953 do 1955 był prezesem Powiatowego Związku Gminnej Spółdzielnia (PZGS) „Samopomoc Chłopska” w Sanoku. Od maja 1955 był zatrudniony na praktyce szkoleniowej w Oddziale Narodowego Banku Polskiego w Sanoku, gdzie potem był inspektorem wydziału kredytów, a od września 1955 do 1961 sprawował stanowisko naczelnika Wydziału Kredytów Przemysłu i Planowania w Oddziale Wojewódzkim NBP w Rzeszowie. Stamtąd czerwcu 1961 został oddelegowany na stanowisko zastępcy przewodniczącego Prezydium Wojewódzkiej Rady Narodowej w Rzeszowie, które sprawował do 1964. Z ramienia PZPR pełnił mandat radnego WRN w Rzeszowie; był wybierany w 1961, w 1965, w 1969, w 1973 i pełnił mandat do 1975. Po przekształceniach terytorialno-administracyjnych i utworzeniu województwa krośnieńskiego w 1975 został radnym WRN w Krośnie. 20 czerwca 1975 jako przewodniczący Komisji Gospodarki Komunalnej, Komunikacji i Łączności został wybrany także członkiem Prezydium WRN.

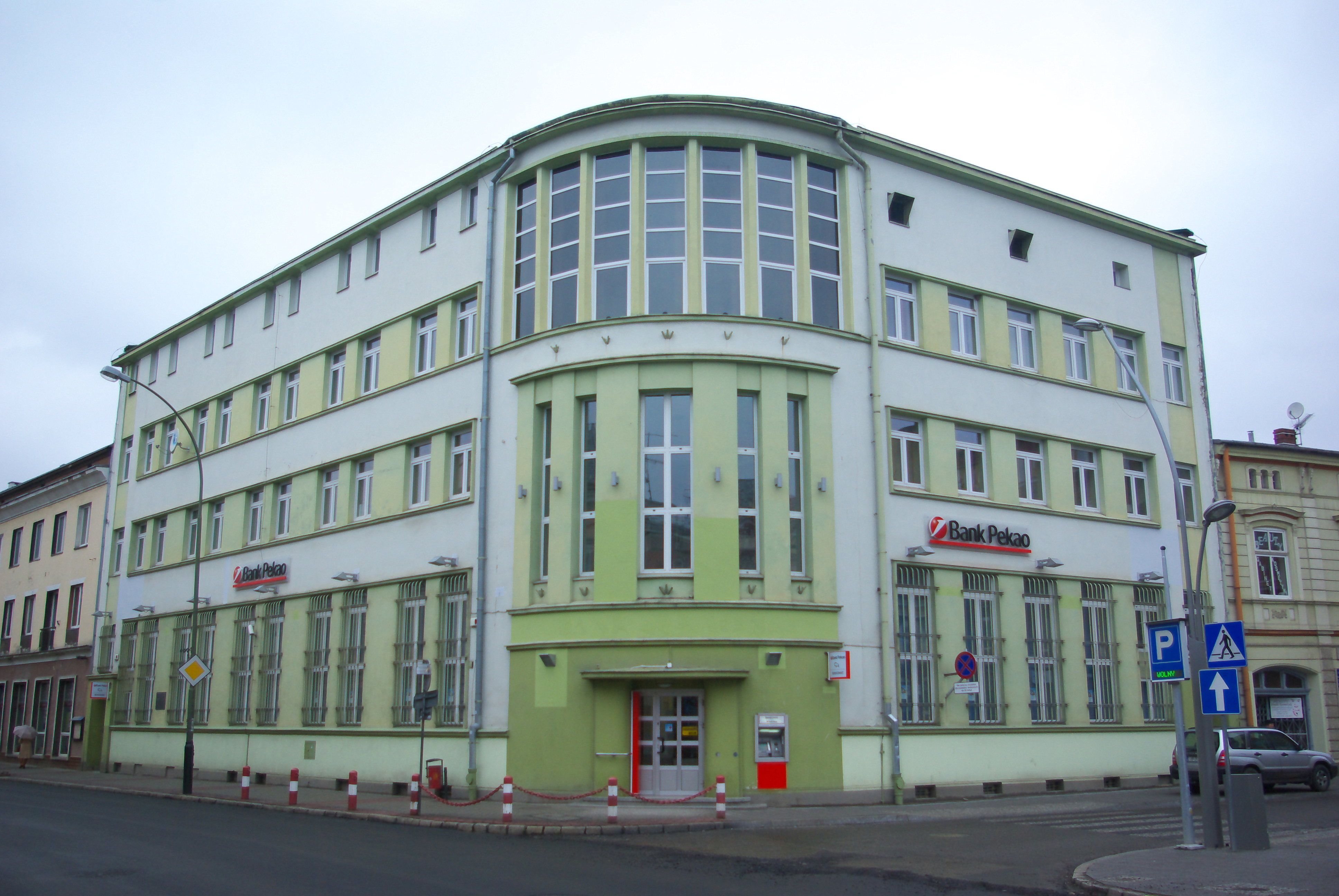
Gmach byłego Oddziału NBP / BDK w Sanoku

Po zakończeniu kadencji w Prezydium rzeszowskiej WRN powrócił do Sanoka (w Olchowcach w połowie 1947 zamieszkali na gospodarstwie jego rodzice). We wrześniu 1965 został dyrektorem Oddziału NBP w Sanoku, funkcjonującego w budynku przy ul. Tadeusza Kościuszki 4, w którym zamieszkał na drugim piętrze. W ramach restrukturyzacji od 1 lutego 1989 oddział NBP został przekształcony w oddział Bank Depozytowo-Kredytowego z/s centrali w Lublinie, a jego dyrektorem nadal pozostawał M. Drozd do 30 czerwca 1991 tj. do czasu odejścia na emeryturę. Jednocześnie był członkiem zarządu Centrali BDK w Lublinie.
Był przewodniczącym Komisji Ekonomicznej Komitetu Miejskiego PZPR w Sanoku. Zasiadł w Miejskim Komitecie Frontu Jedności Narodu w Sanoku. Był radnym Powiatowej Rady Narodowej w Sanoku i członkiem Prezydium. Został wybrany radnym Miejskiej Rady Narodowej (MRN) w Sanoku w 1984 i jako radny senior prowadził obrady inauguracyjne kadencji 1984-1988 oraz został przewodniczącym Komisji Prawa i Porządku Publicznego. W ramach MRN został wówczas kierownikiem Inspekcji Robotniczo-Chłopskiej (IRCh). W 1988, nie dysponując mandatem radnego MRN w Sanoku, został dokooptowany do składu Komisji Rozwoju Gospodarczego i Finansów. W latach 70. i 80. pełnił funkcję komendanta miejskiego rejonowej jednostki (później komendanta rejonowego sztabu) Ochotniczej Rezerwy Milicji Obywatelskiej w Sanoku. 19 września 1987 został członkiem Komitetu Społecznego ORMO w Sanoku. Uzyskał stopień oficerski kapitana rezerwy Wojska Polskiego.
Na początku lat 50. był korespondentem z Sanoka dla dziennika „Nowiny Rzeszowskie”. Publikował też w czasopismach „Konfrontacje”, „Gazeta Sanocka – Autosan”, „Podkarpacie”. Dysponując wykształceniem pedagogicznym równolegle z pracą w banku dodatkowo przez 15 lat był zatrudniony jako nauczyciel kontraktowy w niepełnym wymiarze godzin w Zespole Szkół Ekonomicznych w Sanoku, wykładając mechanizację prac obrachunkowych oraz rachunkowość i finanse. Prywatnie utrzymywał stosunki towarzyskie z gen. Zygmuntem Berlingiem i był przez niego odwiedzany w Sanoku. Za jego sprawą oraz prof. Kazimierza Secomskiego był kandydatem na wiceministra Handlu Wewnętrznego, czemu przeszkodziła tragiczna śmierć Edwarda Sznajdera w 1978. W latach 70. był członkiem Społecznego Komitetu Budowy Ośrodków Sportowych w Sanoku i objął w tym gremium funkcję kierownika finansowego.

### III Rzeczpospolita
W wyborach samorządowych 1994 bez powodzenia ubiegał się o mandat radnego Rady Miasta Sanoka startując z listy SLD. W 2010 był członkiem Powiatowej Rady SLD w Sanoku. Nazwisko Marcina Drozda pojawiło się na liście Wildsteina, upublicznionej na początku 2005.
Z żoną Kazimierą (1924-2008, nauczycielka i lektorka KM PZPR w Sanoku) miał dwóch synów: Krzysztofa (inżynier mechanik, pilot, zamieszkały w Stanach Zjednoczonych) i Marka (ur. ok. 1950, doktor medycyny, laryngolog w Sanoku). Po rodzicach objął gospodarstwo w Olchowcach. Tam zamieszkiwał przy ulicy Przemyskiej. Był autorem książki pt. Sanok. Przemysł i Gospodarka (1980). Jego bratanicą jest Katarzyna Drozd-Duda (inżynier budownictwa środlądowego), która skłoniła go do spisania wspomnień. Spisane przez niego Wspomnienia były publikowane najpierw cząstkowo (np. w 2011), a po zebraniu ich w 2014 wydrukowane przez Drukarnię Piast Kołodziej w Sanoku i wydane w tym mieście w całości w 2015. Zmarł 23 lutego 2016. Urna z prochami Marcina Drozda spoczęła na Cmentarzu Olchowieckim w Sanoku 4 marca 2016 po ceremonii świeckiej.

## Odznaczenia i wyróżnienia

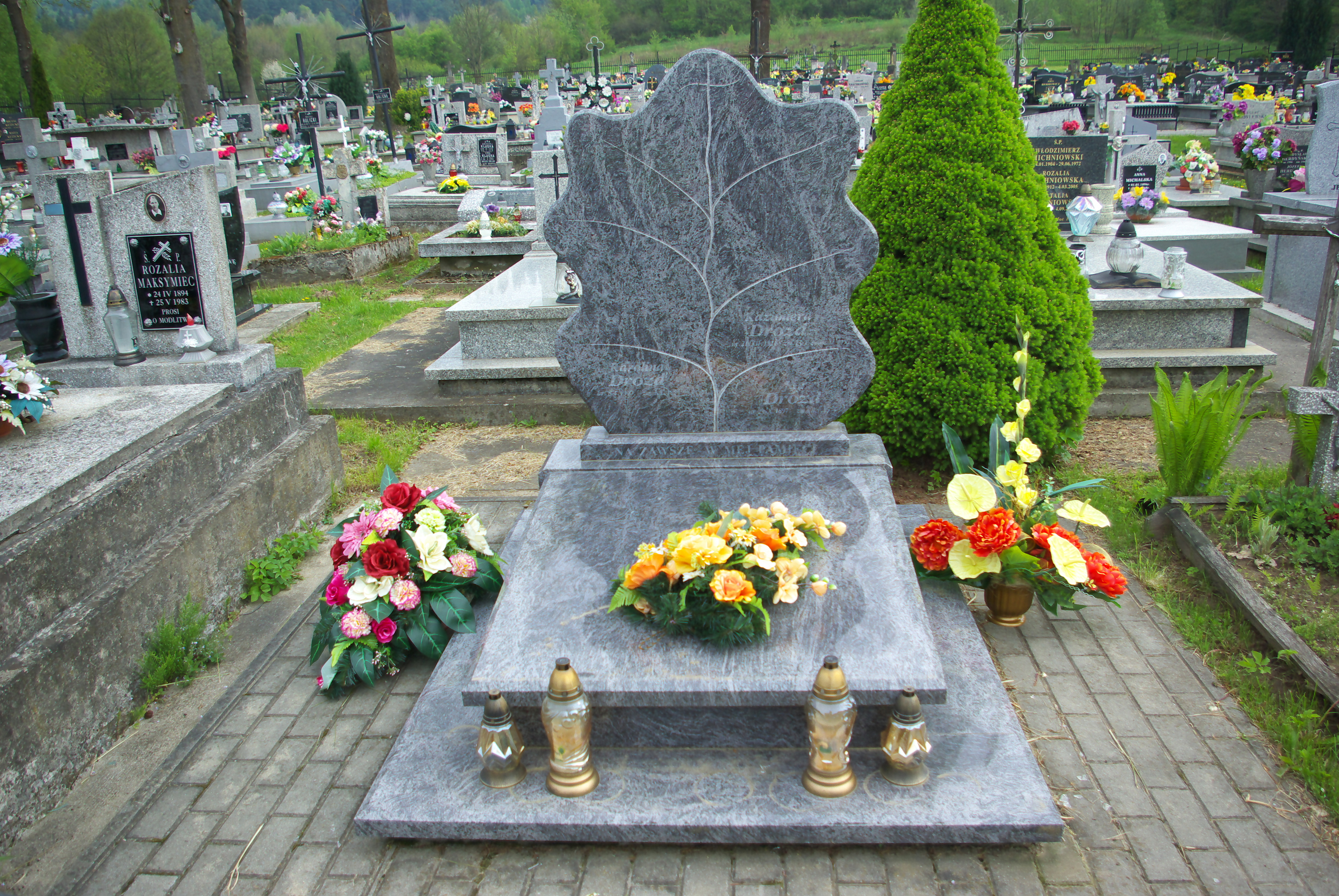
Grobowiec rodziny Drozdów

- Krzyż Oficerski Orderu Odrodzenia Polski (1979)[132][133]
- Krzyż Kawalerski Orderu Odrodzenia Polski (1. poł. lat 60.; za całokształt pracy politycznej i zawodowej)[45][133]
- Brązowy Medal „Zasłużonym na Polu Chwały” (1946)[134][45][135]
- Medal 30-lecia Polski Ludowej[133]
- Medal Zwycięstwa i Wolności 1945[133]
- Srebrny medal „Za zasługi dla obronności kraju”[133]
- Brązowy medal „Za zasługi dla obronności kraju”[133]
- Odznaka 1000-lecia Państwa Polskiego[133]
- Złote Odznaczenie im. Janka Krasickiego (1972/1973)[136]
- Odznaka honorowa „Zasłużony Pracownik Rady Narodowej”[133]
- Złota odznaka „Za zasługi dla finansów PRL”[133]
- Srebrna odznaka „Zasłużony Działacz Kultury Fizycznej”[133]
- Srebrna odznaka Centralnego Związku Spółdzielczości Budownictwa Mieszkaniowego[133]
- Odznaka „Zasłużony dla Województwa Rzeszowskiego”[133]
- Odznaka „Zasłużony dla Województwa Krośnieńskiego”[133]
- Odznaka „Zasłużony dla Sanoka” (1976)[137]
- Odznaka „Zasłużony dla Sanockiej Fabryki Autobusów”[133]
- „Jubileuszowy Adres” w Sanoku (1984)[138]
- Zasłużony Działacz Towarzystwa Rozwoju Ziem Zachodnich[133]